# 柳川清
 柳川 清（やながわ きよし、1922年〈大正11年〉2月28日 - ）は、大阪府出身の俳優である。

## 出演作品

### テレビドラマ
- 水戸黄門（TBS / C.A.L）
  - 第1部 第10話「母恋い馬子唄 -松阪宿-」（1969年10月6日）- 伊兵衛
  - 第2部
    - 第22話「怒れ！格さん -垂井-」（1970年2月22日）- 柳屋
    - 第31話「家宝奪還作戦 -柳河-」（1970年4月26日）- 商人

  - 第3部 第7話「日本一の川人足 -島田-」（1971年1月10日）- 旅籠の番頭
  - 第6部 第19話「仇討ち！阿波踊り -徳島-」（1975年8月4日）- 久作
  - 第8部 第8話「骨身にこたえた母の愛 -吉田-」（1977年9月5日）- 海部清十郎
  - 第10部 第6話「天下の怪盗光右衛門 -駿府-」（1979年9月17日）- 喜助
  - 第12部 第12話「八兵衛身代り危機一髪 ‐徳島‐」（1981年11月16日） - 権次
  - 第13部 第15話「三葉葵を盗んだ男 -津山‐」（1983年1月24日） - 伊作
  - 第14部 第9話「悪を蹴散らす南部駒 -八戸-」（1983年12月26日） - 喜平次
  - 第15部
    - 第30話「男度胸の木曽節仁義 -木曽福島-」（1985年8月19日） - 茶店の親爺
    - 第32話「中馬を狙った野盗の罠 -松本-」（1985年9月2日） - 武吉

  - 第17部 第7話「お嬢様は女盗賊 -津-」（1987年10月12日） - 江戸屋番頭
  - 第26部 第11話「拾った赤子が恩返し -霧島-」（1998年4月27日）- 市兵衛
  - 第28部 第6話「父子で描く名人芸 -掛川-」（2000年4月17日） - 遠州屋
- 千葉周作 剣道まっしぐら 第35話「妖刀は死霊を招く」（1971年、TBS）- 与助
- 木枯し紋次郎 第1部 第13話「見かえり峠の落日」（1972年4月22日）- 金丸屋の番頭
- 必殺シリーズ（ABC / 松竹）  
  - 必殺仕掛人 第19話「理想に仕掛けろ」（1973年） - 玄斎 役
  - 必殺仕置人 第11話「流刑のかげに仕掛あり」（1973年） - 和泉守 役
  - 助け人走る 第5話「御生命大切」（1973年11月17日） - 小山内行介 役
  - 新・必殺仕置人
    - 第2話「情愛無用」（1977年） - 同心 吉村 役
    - 第11話「助人無用」（1977年） - 医者 役
    - 第22話「奸計無用」（1977年） - 為吉 役

  - 江戸プロフェッショナル 必殺商売人 第14話「忠義を売って得を取れ!」（1978年） - 法眼
  - 必殺仕事人
    - 第6話「主水は葵の紋を斬れるか?」（1979年） - 晋松
    - 第64話「崩し技真偽友禅染め落し」（1980年） - 嘉助

  - 新・必殺仕事人 第29話「主水ねこばばする」（1982年） - 相模屋
  - 必殺仕事人V 第26話「主水、下町の玉三郎と出会う」（1985年） - 弥七 役
  - 必殺まっしぐら！第7話「相手は徳島剣山の暴力修験者」（1986年）-床屋
- 遠山の金さん 杉良太郎版 第1シリーズ
  - 第75話「はるかな江戸の便り」（1977年）- 弥兵衛
- 影の軍団II 第23話「魔の振袖御殿」（1982年、KTV / 東映）- 神尾若狭守
- 大奥 第22話「不倫の円舞曲」（1983年、KTV） - 水無瀬氏信
- 松本清張サスペンス・隠花の飾り「記念に…」（1986年5月5日、関西テレビ） - 大谷専務
- 鬼平犯科帳（CX / 松竹） ※中村吉右衛門版
  - 第3シリーズ 第16話「おしま金三郎」（1992年） - 茂吉

| スタブアイコン | サブスタブ | この項目は、まだ閲覧者の調べものの参照としては役立たない、俳優（男優・女優）に関連した書きかけの項目です。この項目を加筆・訂正などしてくださる協力者を求めています（P:映画/PJ芸能人）。 |